# CA-TennisTrophy 2003
CA-TennisTrophy 2003 - чоловічий тенісний турнір, що проходив на закритих кортах з твердим покриттям Wiener Stadthalle у Відні (Австрія). Належав до серії International Gold в рамках Туру ATP 2003. Відбувсь удвадцятьдев'яте. Тривав з 6 до 12 жовтня 2003 року. Перший сіяний Роджер Федерер здобув титул в одиночному розряді.

## Фінальна частина

### Одиночний розряд
Роджер Федерер —  Карлос Моя 6–3, 6–3, 6–3
- Для Федерера це був 7-й титул за сезон і 15-й - за кар'єру.

### Парний розряд
Їв Аллегро /  Роджер Федерер —  Магеш Бгупаті /  Макс Мирний 7–6(9–7), 7–5
- Для Аллегро це був єдиний титул за сезон і 1-й — за кар'єру. Для Федерера це був 8-й титул за сезон і 16-й - за кар'єру.